# Dravit
Dravit je otkriven u blizini rijeke Drave zbog čega je i dobio sam naziv dravit. Zbog svoje rijetkosti prikazan je na brojnim izložbama minerala diljem svijeta, a nalazište Drvograd kraj Dubrave je jedno od najvažnijih nalazišta na svijetu.

## Ležišta i nalazišta
To je mineral koji se formira samo u vrlo rijetkim slučajevima. Nastaje u metamorfnim stijenama škriljevca. Obično se formira u kristale manjih dimenzija (do 2 cm), dok su veći primjerci prava rijetkost.

## Vanjske povezice
- alminerals.com - Minerali, Kamenje i Dragulji  Arhivirana inačica izvorne stranice od 15. siječnja 2011. (Wayback Machine) (engl.)